# Sekretariusmühle
Sekretariusmühle (auch Eckelsheimer Mühle, Vogelsmühle oder Schäfersmühle genannt; fränkisch: Schäfasmühl) ist ein Gemeindeteil des Marktes Markt Einersheim im unterfränkischen Landkreis Kitzingen. Sekretariusmühle liegt in der Gemarkung Markt Einersheim.

## Geographische Lage
Die Einöde liegt am Moorseebach. Im Norden erhebt sich ein Neubaugebiet von Markt Einersheim. Östlich beginnt das Gemeindegebiet von Iphofen, der Gemeindeteil Possenheim liegt der Mühle am nächsten. Auch im Südosten liegen Gemeindeteile von Iphofen. Hier reihen sich am Kirchbach Hellmitzheim und die obere Dorfmühle auf. Entlang des Moorseebachs folgt westlich der Sekretariusmühle die Eselsmühle auf Einersheimer Gemarkung. Wahrscheinlich ist die Mühle der letzte bauliche Überrest des Dorfes Eckelsheim.

## Geschichte
Der Ort wurde als „Eckelsheimer muͤle“ erstmals im Jahr 1414 in einem Teilungsvertrag zwischen den Schenken von Limpurg und den Grafen zu Castell erwähnt. Die beiden Adelsgeschlechter erhielten das Erbe der Herren von Hohenlohe, zu der auch diese Mühle gehörte. Unter dem gleichen Namen wurde die Mühle auch in einem Zinsbuch der Fürsten von Schwarzenberg von 1506 erwähnt. Zwischen 1608 und 1611 war Pangratz Dorsch der Müller der „Eckelsheimer Mühl“. Der Ortsname verweist auf eine Wüstung namens Eckelsheim, die sich in der Nähe der Mühle befand.
Im Jahr 1622 setzten die Herrschaft Limpurg einen Bestandmüller namens Nicolaus Brandt ein. 1689 wurde dann die „Herrn Secretarii Frießen Mühl“ mit dem Müller Martin Leidenberger genannt. Der Name rührte vom hochgräflichen Sekretär und Postmeister Linhardt Stephan Fries her, der im 17. Jahrhundert die Mühle in seinem Besitz hatte. Zwischen 1691 und 1694 war Friedrich Mez Bestandmüller. Im 18. Jahrhundert setzte sich der heutige Name endgültig durch. So wurde 1704 die „Secretarius-Mühl“ erwähnt. 1715 wurde bei einer Flurbeschreibung auch die „Friesischen Secretari-Mühle“ erwähnt. 1736 nannte man Georg Sebastian Rödlein als Eigentümer und Müller auf der Sekretariusmühle. Er vererbte die Anlage seinem Schwiegersohn Johann Lorenz Linck. Zwischen 1789 und 1795 nannte man die Mühle „Secretairs Mühl“.
Mit dem Gemeindeedikt (frühes 19. Jahrhundert) wurde Sekretariusmühle dem Steuerdistrikt Einersheim und der Ruralgemeinde Einersheim zugeordnet.
Im 19. Jahrhundert wechselte der Name der Mühle erneut. Die Familie Vogel war in den Besitz des Anwesens gekommen und die Bevölkerung nannte die Mühle dementsprechend „Vogelsmühl“. Die Mühle war mit lediglich einem Mahlgang eine der kleineren Betriebe am Moorseebach. Seit 1907 ist sie in den Händen der Familie Schäfer, wieder wechselte der Name in „Schäfersmühle“. Bis zum Jahr 1920 bestand noch das Wasserrad, obwohl der Mühlenbetrieb zu diesem Zeitpunkt bereits eingestellt war.

### Ehemaliges Baudenkmal
- Erdgeschossiger verputzter Fachwerkbau des 19. Jahrhunderts von fünf zu drei Achsen und mit Walmdach. Laut Ziegelfund angeblich 1840.[11]

### Einwohnerentwicklung
| Jahr      | 001818 | 001840 | 001861 | 001871 | 001885 | 001900 | 001925 | 001950 | 001961 | 001970 | 001987 |
| Einwohner | 7      | 7      | *      | 7      | 7      | 7      | 5      | 4      | 5      | 5      | 6      |
| Häuser    | 1      | 1      |        |        | 1      | 1      | 1      | 1      | 1      |        | 1      |
| Quelle    | [ 8 ]  | [ 13 ] | [ 14 ] | [ 15 ] | [ 16 ] | [ 17 ] | [ 18 ] | [ 19 ] | [ 20 ] | [ 21 ] | [ 1 ]  |

## Religion
Sekretariusmühle ist seit der Reformation evangelisch-lutherisch geprägt und nach St. Matthäus (Markt Einersheim) gepfarrt.